# John Loridon
Jean Loridon, detto John (Anversa, 5 aprile 1937 – 12 febbraio 2020), è stato un cestista belga.
Era il padre di Pieter Loridon.

## Carriera
Con il Belgio ha partecipato a cinque edizioni dei Campionati europei (1957, 1959, 1961, 1963, 1967).